# Bataille de Sées
La bataille de Sées s'est déroulée le 18 décembre 1118 entre Henri Ier Beauclerc, roi d’Angleterre et duc de Normandie, et le comte d'Anjou Foulque V d'Anjou. L'armée anglaise est contrainte de fuir et se réfugie à Séez.

## Histoire
Foulque attend dans son camp l'attaque du roi d'Angleterre, du côté duquel on ne craignait rien fors que le comte d'Anjou fuyst tant on se croyait sûr de la victoire. Le comte d'Anjou pensait à tout autre chose, comptant bien voir fuir Anglais et Normands devant ses Tourangeaux et ses Angevins, et devant ses braves barons du Maine desquels il attendoit la venue de jour en jour..
Les comtes de Flandre, de Mortagne et de Blois, viennent les premiers attaquer le camp de Foulque ; il leur oppose Hugues de Mathefelon et Thibault Ier de Mathefelon son fils, avec 100 hommes d'armes et 200 archers. Ils se battent vaillamment mais, devant le nombre, commencent à plier; Regnault de Château-Gontier, Semblançay, Jacquelin de Maillé viennent à leur aide et repoussent à leur tour les trois comtes. 
Henri envoie au secours des siens son avant-garde qui réussit à grande peine à reprendre quelque avantage. De nouveaux guerriers arrivent des deux parts, l'engagement devient général. C'était une mêlée confuse, dans laquelle on ne pouvait distinguer qui avait le dessus ; chacun répétait son cri de guerre; les lances, les épées se heurtaient contre les boucliers, se brisaient sur les armures de fer. 
Lisiard de Sablé arrive et commande l'avant-garde, assisté de Guy III de Laval, de Robert de Semilly, de Gautier de Mayenne, de Maurice Ier de Craon. Ils avaient compris que la lutte était engagée et se hâtent de mettre leurs gens en ordre, et viennent fondre tout à coup sur l'ennemi. Leur brusque attaque détermine le succès de la journée, l'armée anglaise ne put tenir longtemps et s'enfuit à Séez, laissant un grand nombre de morts sur le champ de bataille. 
Foulque d'Anjou inflige à Henri Ier d'Angleterre une défaite célèbre, transformée par Orderic Vital en une simple escarmouche, mais qui en réalité coûte 4 000 hommes au roi d'Angleterre,. Peu après, Foulque maria sa fille au fils d'Henri et se retira de la lutte qui finit par la bataille de Brenneville où le roi Louis VI de France est surpris et vaincu.

## Source partielle
- Étienne-Louis Couanier de Launay, Histoire de Laval (818-1855), Imp. Godbert, 1856, 608 p. [détail des éditions] (lire en ligne)